# Melbournes pendeltåg

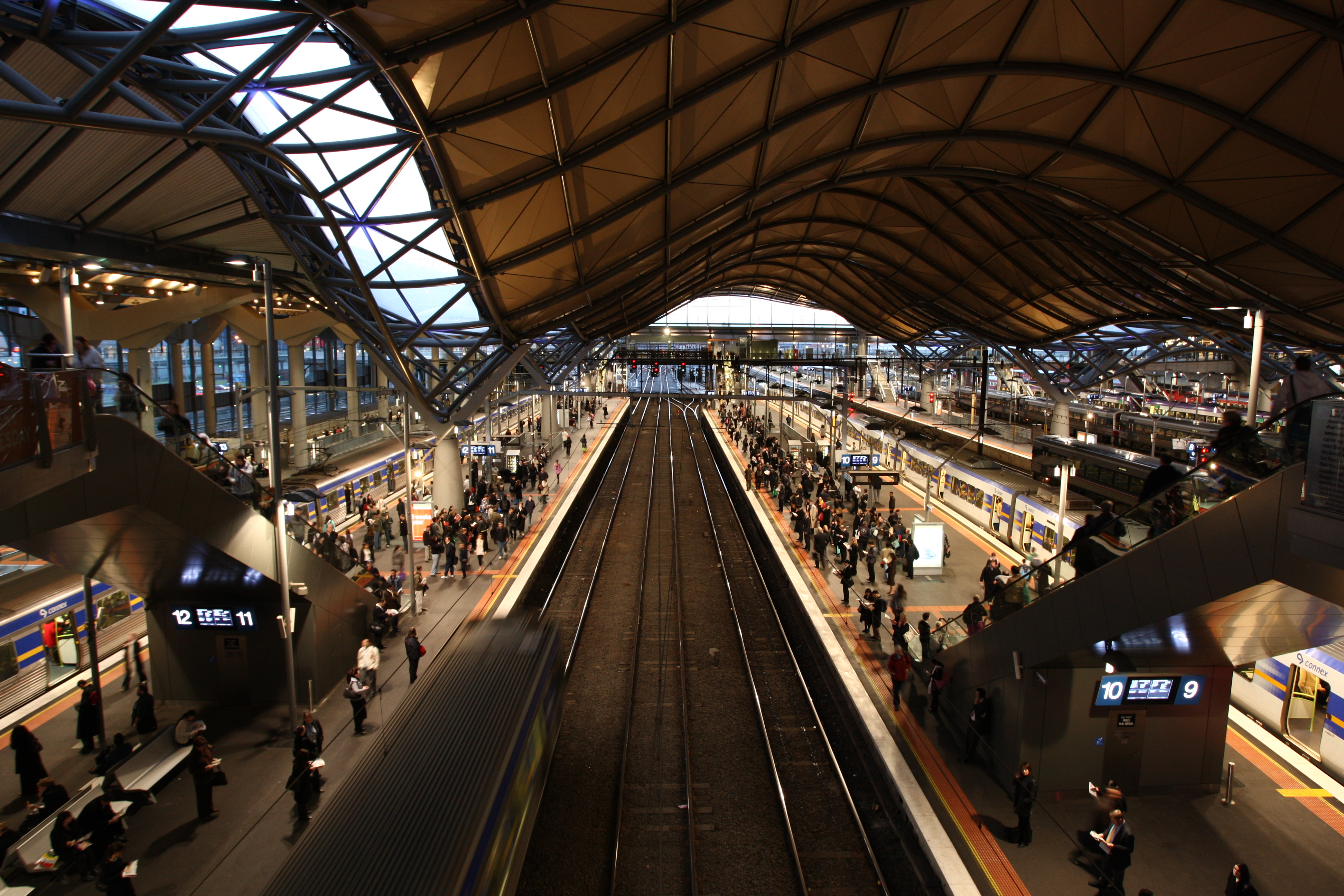
Moderna pendeltågsstationen Southern Cross.

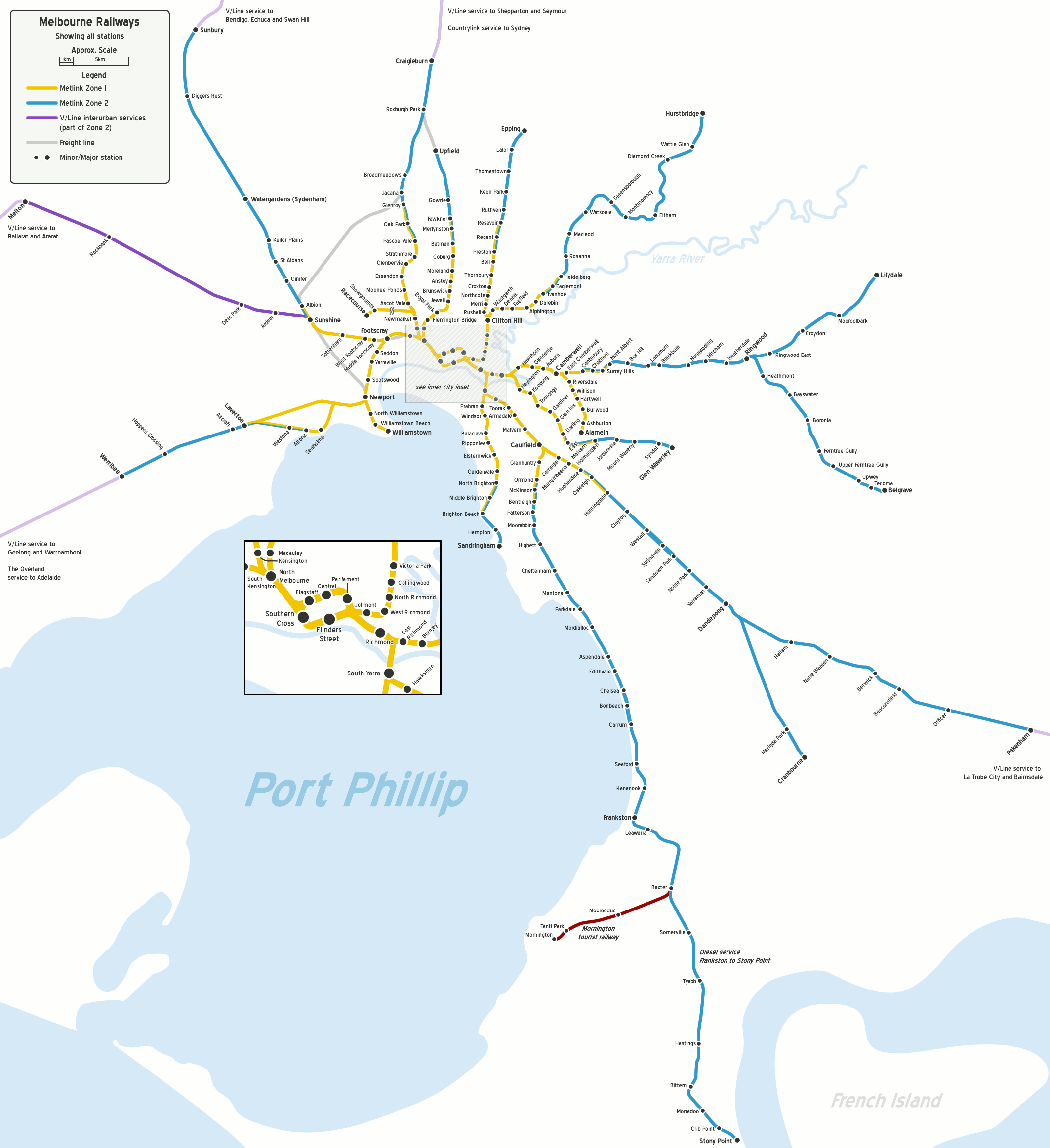
Melbournes pendeltågsnät

Melbournes pendeltåg finns i den australiska delstaten Victoria och körs sedan november 2009 av Metro Trains Melbourne. Sammanlagt har pendeltågsnätet 222 stationer och en längd av 998 kilometer.
Vagnparken utgörs av flera olika tågtyper. Äldst är tågen som tillverkades av Commonwealth Engineering och som kallas Comeng, en förkortning av tillverkarens namn. Dessa har sitt ursprung i ett avtal skrivet 1979 mellan Victorian Railways och Commonwealth Engineering. Första exemplaret överlämnades till Victorian Railways den 25 september 1981 och var i tjänst tre dygn senare. En annan tågtyp är High Capacity Metro Train som består av 7 vagnar och rymmer 1 100 personer. I centrala staden går tågen i pendeltågstunneln City Loop med tre underjordiska stationer.

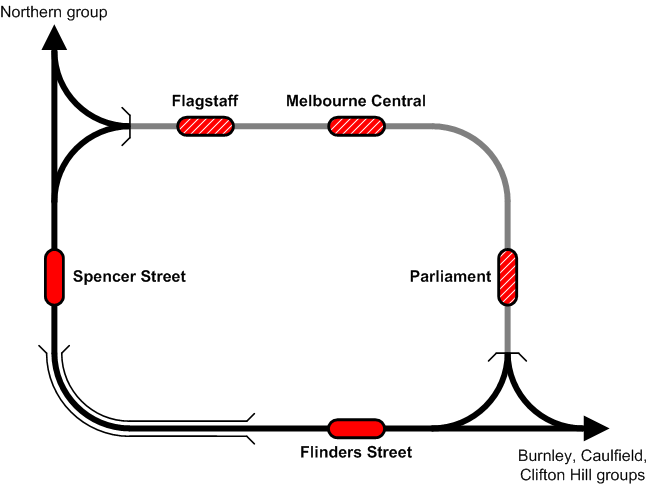
City Loop med underjordiska stationer
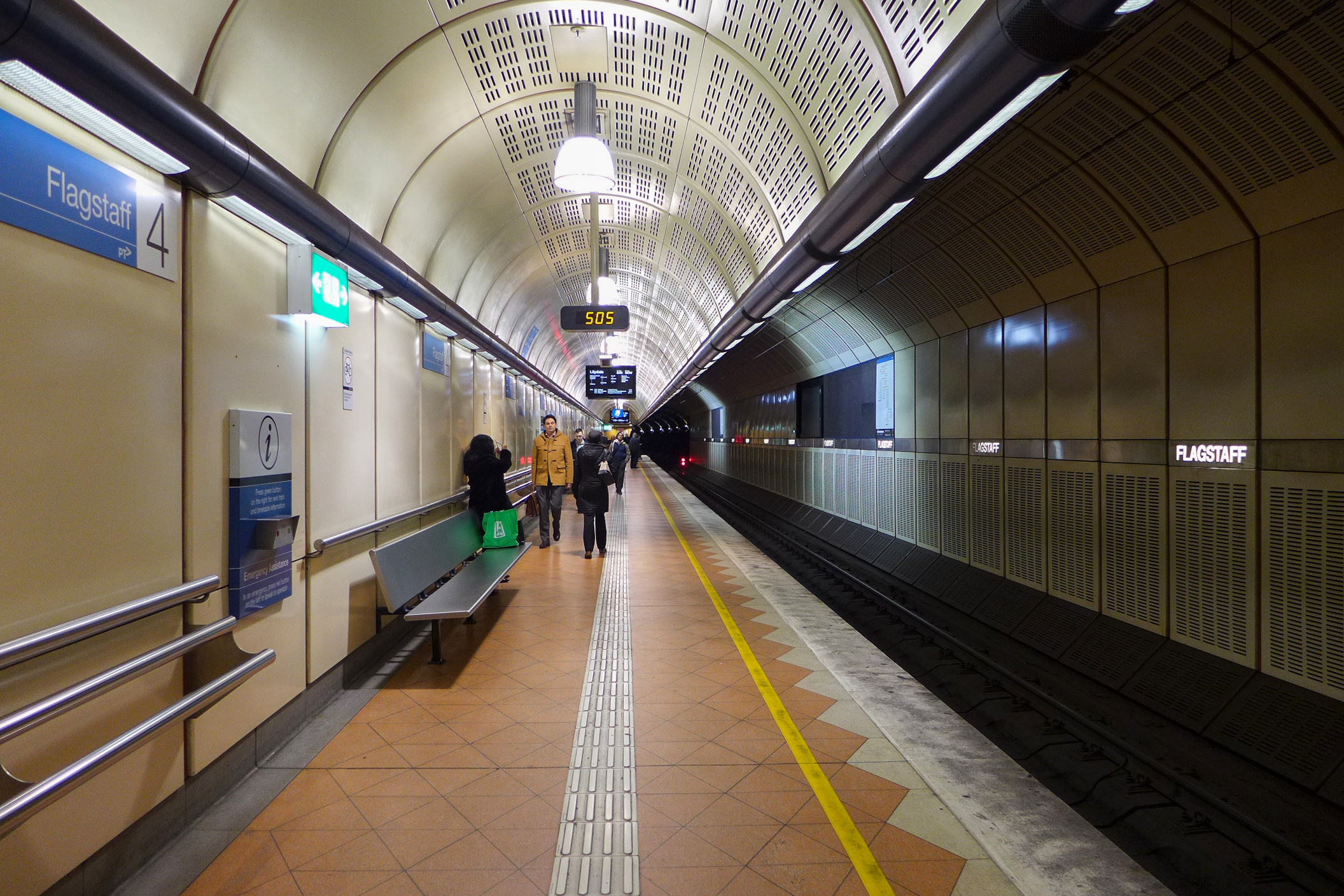
Flagstaff
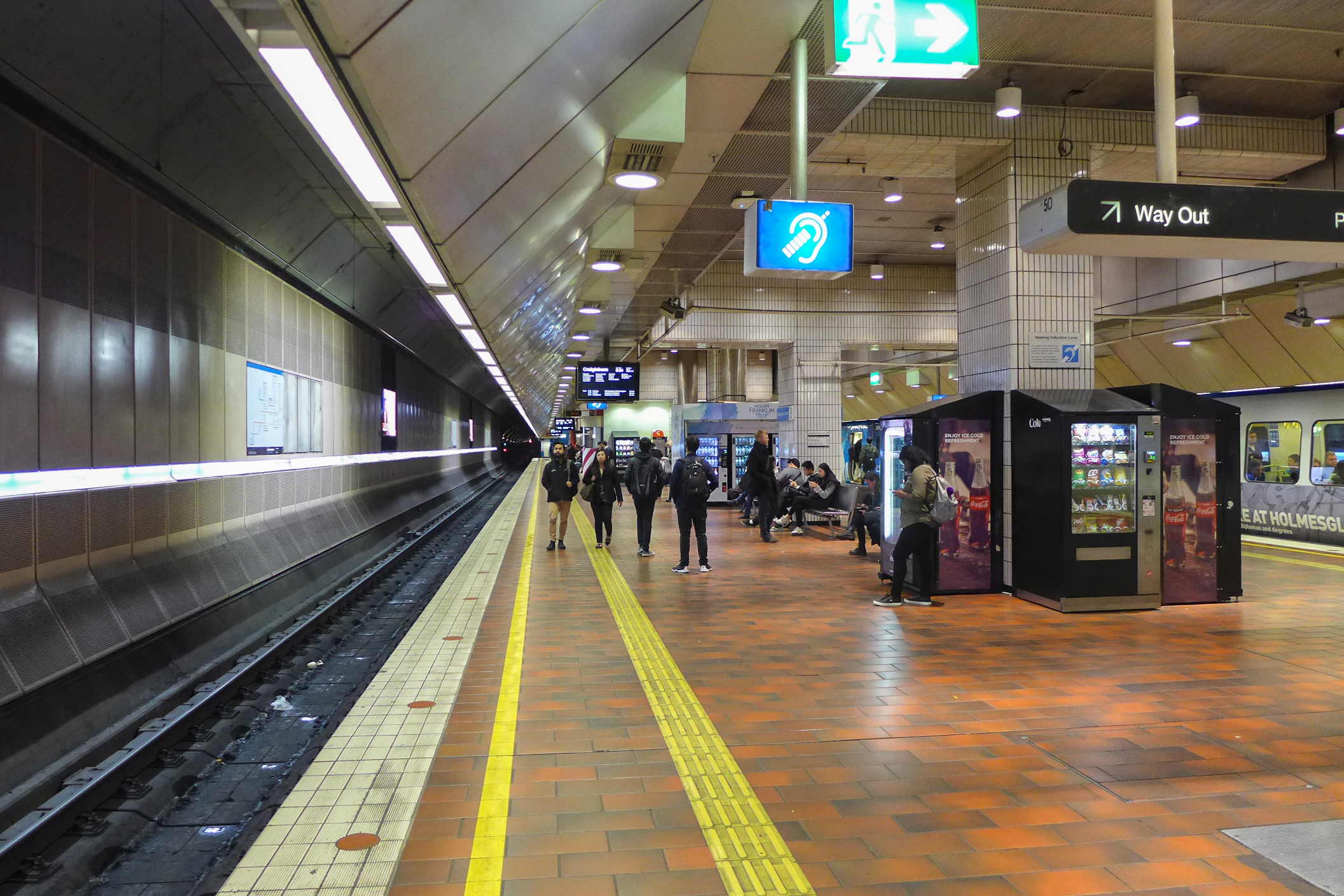
Melbourne Central
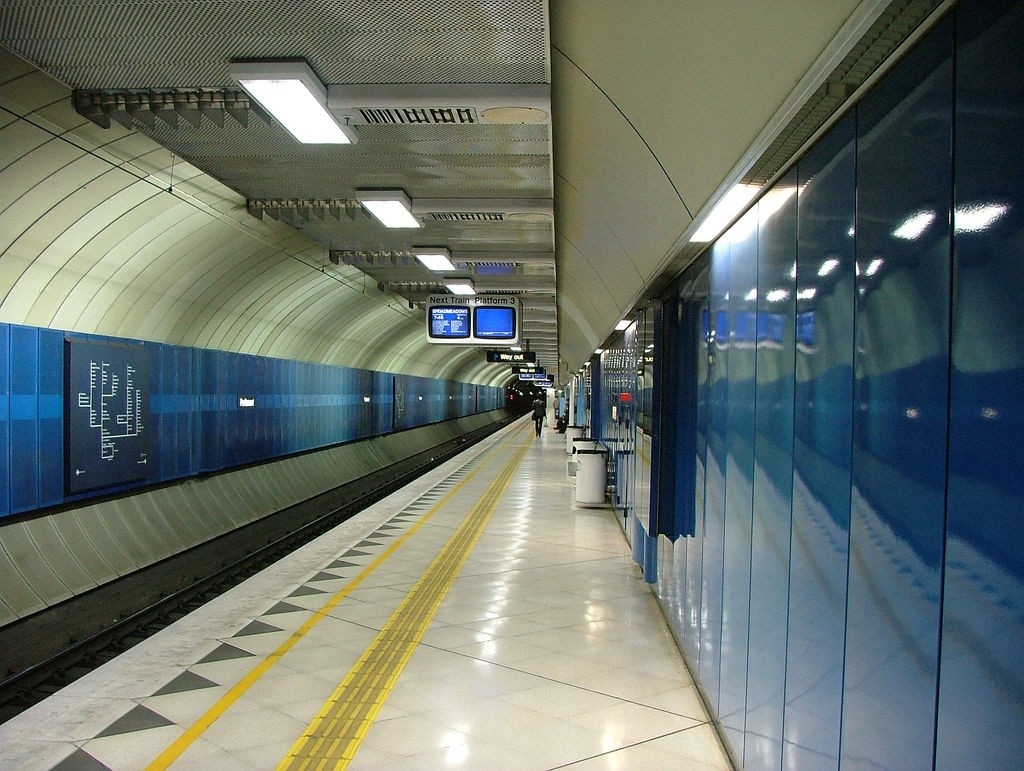
Parliament